# メンズ・スカート

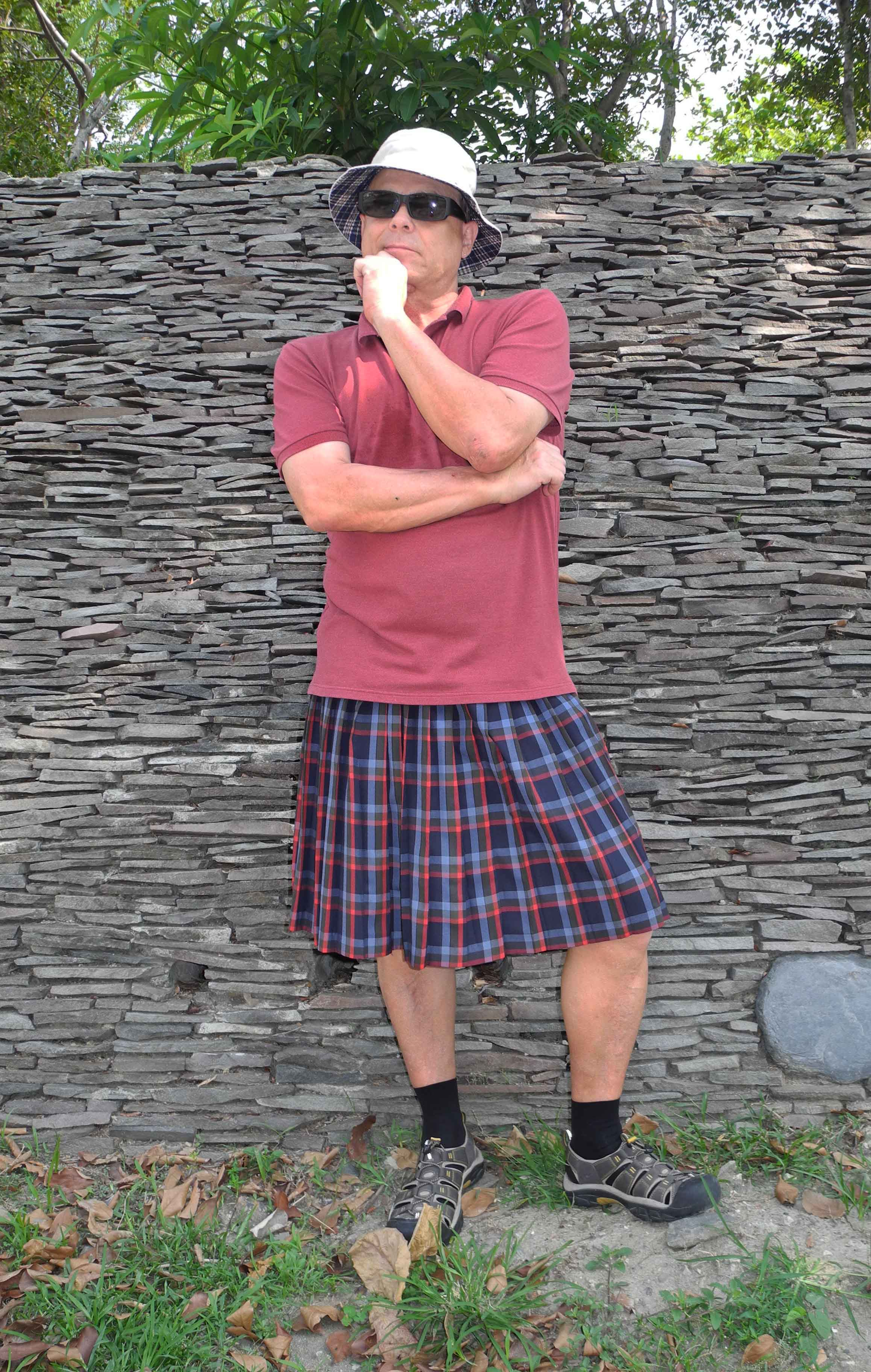
タータンチェックのスカートを履いた男性

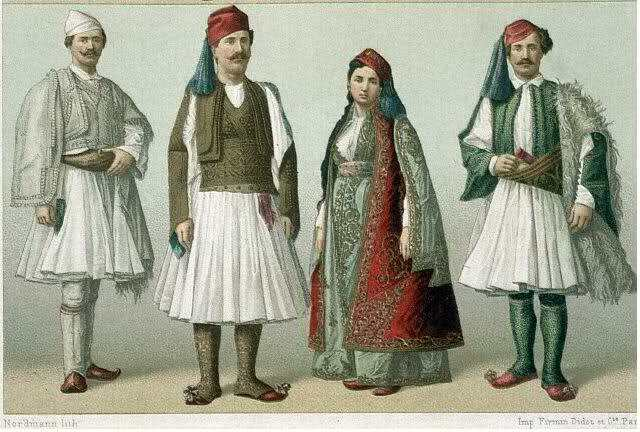
スカートを履いたアルバニアの上流階級の人々

メンズ・スカート（英: men's skirts）とは、男性のファッションの一種で、欧米においては、1980年代に登場した。伝統的に女性用の衣服とされているスカートを男性が穿くことである。男性がスカートをはく理由としては、女装のためという理由が圧倒的に多く本来はメンズ・スカートは女装とは区別されるが、簡易女装と解釈される可能性もある。男性がファッションやアクセサリーとして穿くスカートそのものを指すこともある。

## 歴史的概説

### 起源
スカート形状の衣服は、歴史的には、女性専用のものではなかった。古代エジプトやヒッタイトなど熱帯地方においては、男女共に腰に布を巻く衣装が一般的で、これは現代の巻きスカートと実質的には同じものである。あるいは、熱帯地方でなくとも、スカート状衣類は、広く一般に男女の区別なく着用されていた。現在のスカートに非常に外見が似た衣類として、スコットランドの民族衣装のキルトがあるが、類似した例はスコットランドに限らない。

### スカートの成立
西欧では、中世においては、裾の広がったワンピース型の衣装が女性の衣類とされた。この衣装は様々なバリエーションを持ったが、腰の部分で上衣の部分と、腰より下を覆う足下に向けて広がるスタイルの衣類に分離した。この腰より下の部分が19世紀から20世紀のスカートの原形である。
20世紀においては、欧米ではスカートは女性専用の衣類とされ、西欧そしてアメリカの文化を移入した地球上の様々な地域でも、同様な基準化が生まれた。日本では、和装に対し洋装という言葉が生まれ、洋装での女性用衣類としてスカートが標準とされた。

### フラワー世代とメンズ・スカート
欧米では、1960年代に、男女の区別に対する異議の運動が起こり、これは衣装においてはユニセックスというファッション・スタイルを生み出した。また男性が、ベルベット生地のズボンや、装飾やフリルの付いた上着を着、髪をロングヘアにして、ヒッピー・スタイルが流行した。女性においても、男性の衣類を積極的に着用する運動があり、ブラジャーを拒否し、男女差のない衣装への志向があった。
これらの男女差の解消の動きは、1980年代になって欧米においては、ポップ界のスターたち、例えばボーイ・ジョージなどが女装に似てスカートを着用したことなどからファッションとして認識された。また、著名なファッション・デザイナーが男性用のスカートをデザインすることも起こった。しかし、欧米においては男性がスカートを着用することに対しては根強い文化的反発があり、このようなファッションも少数者に留まった。

### 欧米における男性像
欧米文化において、男女格差の解消や、性の多様性の承認が進んでいるとはいえ、男性のあるべき像としては伝統的な「強い男性」「女性を守る男性」の見方がなお有効である。この故に、同性愛の社会的な承認や、性的少数者の権利運動、LGBT運動などが展開されている他方で、「普通の家庭の男性」については、「強さ」や「勇気」が求められており、スカートは女性の「弱さ」を示す典型的な指標と見なされている。この故に、スカートを着用する男性に対しては社会一般の抵抗は強く、受容されていない。

### 欧米での男性用スカート製造
しかし、このような社会的状況にあってもなお、北米においては、スコットランドのキルトを着用する男性が少なからず存在し、その販売高も21世紀に入って増大傾向にある。更に、男性用にデザインしたスカートを製造販売する企業などが、1990年代半ば以降に複数設立され、男性用スカートの需要は、社会の拒否とは別の面で実質的に拡大している（出典）。

## 日本における趨勢
1960年代のフラワー・チャイルド世代の運動は、反戦平和を謳い、学生運動や男女差の問題やフェミニズムの展開に多くの寄与をなした。この広義の社会ファッション運動は同時代の日本にも導入され、ウッドストックを頂点とする欧米の流行を模倣するグループサウンドやロングヘアが日本でも流行した。
しかし日本においては、学生運動の衰退は、より過剰で抑圧的な衰退となって現れ、男女の格差はむしろ温存される傾向にあった。確かに芸能界では、グラムやパンク・ファッションなど、欧米を模倣した過剰で華やかな、奇異なファッションが流行しては次のものへと遷移して行ったが、それは一般市民のあいだでは劇場のファッションに過ぎなかった。
このような歴史的背景の中で、日本においても、1990年代後半にメンズ・スカートを実践する男性が少数であるが出現した。しかし、欧米におけるメンズ・スカートが、社会の伝統的な文化価値観から抵抗に会ったように、日本でのメンズ・スカートもまた、様々な誤解や偏見に直面している。日本のメンズ・スカートの登場は、おたくやサブカルチャー、「かわいい」文化などと微妙に連動する位置で、孤立したファッションのようにも見える。21世紀に入ってもなお、メンズ・スカートの位置付けは明確ではない。

### 日本での現状
メンズ・スカートはファッションであるので、流行があり、愛好者が存在する。ファッションの場合、モード系（ハイファッション）で用いられることが主である。日本の場合、足全体を覆う丈が長いものや、いわゆるダブルボトムでコーディネートすることが多い。
日本においては現在のところ、上記目的ではない日用服として販売されているスカートは全て女性用のみなので、それらでコーディネートする場合は基本的に女性的な装いにまとめるのが良い。日用品ではその構成上、女装と混同される可能性が決して低くない。そのために、ファッション・デザインを犠牲にしても、女装とは違うものであると明示するため、特殊なスタイルの衣服着用となる場合がある。
ファッション・デザインとスカートのどちらも両立させたいという愛好者や、女性用スカートの着用は抵抗があるという愛好者もおり、男性用にデザインしたスカートもある。花森安治は、男性ファッションとしてスカートの選択肢があるべきだと主張する。
電力不足で電気使用制限が出された2011年7月には、千葉大学の夏目雄平教授がスカートの通気性を重点にクールビズという名目でメンズスカートを実践した。

## 日本での問題
メンズ・スカートは、21世紀初頭の現在においては、男性のファッションとして一般的な社会の認知を得ていない。そのため、様々な問題が生じている。メンズ・スカートの概念自体についても、時に愛好者の間で見解が分かれることがあり、このことからも問題が生じることがある。
- メンズ・スカートを推進する人は、メンズ・スカートと女装とは異なるものだと主張し、女装を趣味とする人たちは、メンズ・スカートを女装の一類型であると主張する。
  - この主張の違いは、スカートを女性専用のものであると考えるか否かの違いによるものである。女装愛好者はスカートは女性専用のものであると考え、メンズ・スカート推進派はそうではないと考える。
  - メンズ・スカートの人から見て女装はスカートのユニセックス化を否定する行為に見える事があり、逆に女装の人から見てメンズスカートはスカートを女性専用の物でなくさせる行為に見える事があるため、必然的に他方を否定せずしてはそれぞれが成り立たなくなってしまう為と考えられる。
  - また、女性がスカート、ズボンを両方穿ける一方で男性に選択肢がないことに理不尽を感じる愛好家もおり、女装者の中にも女装をする理由として「純粋にスカートが好きだから」という人もいるため両者の区別は極めて難しい。
- 一部の心ない人が、女性の衣服を盗む犯罪を犯すことがあり、また露出プレイ目的や、女性トイレなどの、基本的に男子禁制の場所に入ることを目的として、スカートを穿いて女装する者もいるため、メンズ・スカートの愛好者が警察に不審者であると誤解され、職務質問や任意同行を受けることがある。
- 男性のスカートというものに抵抗を持つ人、偏見を持つ人が一般で、そのため、いじめや嫌がらせ、好奇の対象として扱われることがある。
  - また、痴漢は女性がされる事が多い事から、女性に対しての物のみに問題提起が行われる事が多い事を悪用して、またメンズ・スカートや女装をする男性に対しての蔑視から、これらの男性には痴漢を行っても罪にならないと曲解する者が一部で存在し、これらの男性を狙って身体を触る、スカートをめくるなどの痴漢行為を行う者が存在する。
- スカートは、一般に脚を露出する衣服である。スカートの裾よりはみでる男性の脚の形に対して、生理的な抵抗感や嫌悪感を持つ人がいる。そのため、対人トラブル、精神的なトラブルが発生することが稀にある。
- 特に女装との差異性を意識するあまり脛毛を剃らない主義、極端に女装を貶める言動を行うなど、メンズスカートに対する偏見を堅固にする例も見受けられる。
- また、実際的な問題として、男性がスカートを穿いて外出する場合、トイレの利用に困難を来たすことが多い。これは女装する人にも当てはまることだが、服装だけを見て利用者の間で混乱を招くこともある。